# Oum El Assel
Oum El Assel (em árabe: أم العسل) é uma comuna localizada na província de Tindouf, Argélia. Sua população estimada em 2008 era de 3 183 habitantes.